# 신경능선
신경능선(神經稜線, 영어: neural crest)은 척추동물 발생 중 표피 외배엽과 신경판 사이에서 이랑처럼 솟아나는 일시적인 구조이다. 신경능선 세포들은 상피-중간엽 이행을 통해 떨어져 나와 갖가지 세포와 조직으로 분화하는데, 그 예로는 멜라닌세포, 민무늬근육 세포, 치아의 상아질, 머리·얼굴 부위의 뼈와 연골, 말초신경계와 창자신경계의 신경 세포·신경아교세포 및 부신속질 등이 있다.
낭배 형성이 일어난 뒤 신경판과 비신경외배엽(non-neural ectoderm)의 경계 부위가 신경능선으로 예정화(specification)된다. 신경관형성 과정에서 신경판의 경계, 즉 신경주름이 배아의 등쪽 중심선으로 모여 신경관을 만든다. 이후 상피-중간엽 이행을 통해 신경관 지붕판의 신경상피에서 신경능선 세포들이 떨어져 나와 주변으로 이주(migration)하여 다양한 세포로 분화한다. 신경능선의 출현은 척추동물 진화에 중요했는데, 신경능선에서 유래하는 많은 구조가 척추동물 계통군을 정의하는 특징이 되기 때문이다.
신경능선이 올바로 발생하려면 각종 신호전달 체계와 전사인자 및 그 하위의 효과인자가 유전자 조절 네트워크를 이루어 다분화능(multipotency)이나 이주 능력과 같은 다양한 특성을 갖추도록 뒷받침해 주어야 한다. 신경능선은 수많은 세포 계통에 기여하기 때문에, 신경능선을 만드는 분자 기제를 연구하는 것은 사람의 질병을 이해하는 데에 중요하다. 신경능선 발생에 문제가 있으면 신경능선병이 생길 수 있다. 그 예로는 이마비골 형성이상, 바덴부르크 증후군, 디조지 증후군 등이 있다.

## 역사
1820년대에 배엽설이 정립된 이후 발생학자들이 신경능선에 주목하기까지는 반 세기 가까이 걸렸는데, 신경능선이 발생 도중 잠시 나타났다가 사라지는 일시적인 구조였기 때문이다. 신경능선에 대해 처음 기술한 것은 스위스 출신의 독일 발생학자 빌헬름 히스로, 1868년 닭 배아의 신경관 위쪽에 신경절 전구세포들이 모여 있는 것을 발견하여 “중간의 끈(독일어: Zwischenstrang)”이라고 이름 붙였다. 이후에 신경관 양 옆으로 이동하여 뒤뿌리 신경절로 분화한다는 뜻에서 “신경절 능선(ganglionic crest, 독일어: Ganglienliest)”이라는 이름이 붙기도 했다. “신경능선”이라는 이름은 영국의 동물학자 아서 밀른즈 마셜이 지었다. 그는 1878년 “신경융기(neural ridge)”라는 이름을 제안하였다가, 1년 뒤에 출판한 다른 논문에서 신경관이 닫히기 전까지만 신경융기라고 부르고 그 이후부터는 신경능선이라는 이름을 쓰자고 의견을 바꾸었다.
20세기 전반에 신경능선 연구는 대부분 양서류 배아를 사용하여 진행되었는데, 이에 대해서는 스벤 회르스타디우스가 검토하여 기술한 것이 잘 알려져 있다. 신경능선 연구는 세포 표지 기술로 세포 이주를 시각화할 수 있게 되면서 한 차례 진일보하였다. 1960년대에 웨스턴과 치본은 각각 닭과 양서류 배아에서 삼중수소 티미딘을 이용한 방사성 동위원소 표지 방법으로 세포핵을 관찰했다. 다만 이 방법은 표지된 세포가 분열할 때마다 신호가 희석되므로 안정성이 떨어진다는 점이 흠이었다. 이후로 로다민-리신화 덱스트란(rhodamine-lysinated dextran), 또는 DiI와 같은 생염료(vital dye) 등 더 최신 세포 표지 기술 역시도 신경능선 계통을 추적하는 데에 이용되었다.
신경능선 세포를 추적하는 데에 공헌한 또다른 기법은 1969년 니콜 르 두아린(Nicole Le Douarin)이 고안한 메추리-병아리 키메라 표지법(quail-chick chimeric marking system)으로, 이식을 통해 키메라를 만듦으로써 한 종에서 유래한 신경능선 세포들을 다른 종에서 유래한 주변 조직으로부터 구별할 수 있었다. 이 기술 덕택에 여러 세대의 과학자가 신경능선의 발생을 확실하게 알아보고 연구할 수 있었다.

## 구분

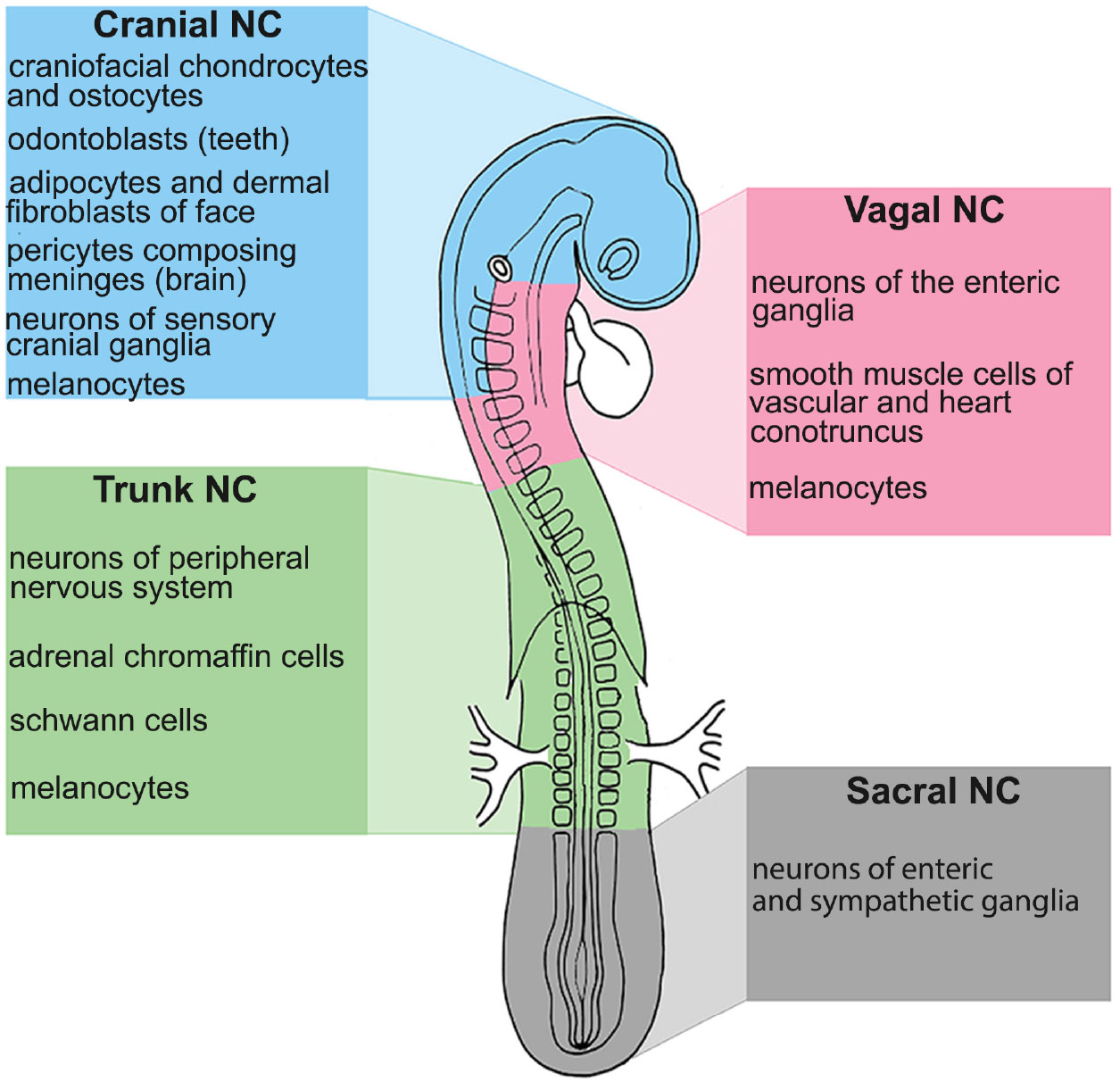
신경능선의 영역 구분

신경능선 세포는 앞뒤축 상의 어느 지점에서 생겨났는지에 따라 서로 다른 조직으로 발달한다. 세포의 운명을 기준으로 신경능선을 크게 머리신경능선(cranial neural crest, cephalic neural crest), 몸통신경능선(trunk neural crest), 미주·엉치신경능선(vagal and sacral neural crest), 심장신경능선(cardiac neural crest)이라는 네 가지 영역으로 구분할 수 있다.

### 머리신경능선
머리신경능선은 등쪽가쪽이주로(dorsolateral pathway)를 따라 이동하여 머리얼굴중간엽을 이루고, 장차 다양한 뇌신경절, 머리얼굴뼈 및 연골로 분화한다. 이 세포들은 인두주머니와 인두굽이로 들어가 가슴샘, 귓속뼈와 턱뼈, 치아 원기의 상아모세포를 만든다.

### 몸통신경능선
몸통신경능선은 운명이 서로 다른 두 무리로 나뉜다. 한 무리는 등쪽가쪽이주로를 따라 배쪽 중심선을 향해 이동하면서 피부 근처에서 멜라닌세포가 된다. 나머지 한 무리는 각 뼈분절의 앞쪽 절반을 통과하는 배쪽가쪽이주로를 따라 이동한다. 일부는 뼈분절에 머무르면서 뒤뿌리 신경절을 형성하고, 일부는 배쪽으로 더 이동하여 교감신경절, 부신속질, 그리고 대동맥 주위의 신경을 형성한다.

### 미주·엉치신경능선
미주·엉치신경능선 세포는 창자신경계의 및 부교감신경계의 신경절로 발달한다.

### 심장신경능선
심장신경능선은 멜라닌세포, 연골, 결합조직, 그리고 몇몇 인두굽이의 신경 세포로 발달한다. 심장의 일부도 이 영역에서 생겨나는데, 그 예로는 큰 동맥의 근육·결합 조직 및 심장중격 등이 있다. 최근에는 반달판막 역시도 신경능선 세포와 관련이 있다고 보고되었다.

## 유도
신경능선 세포가 다분화능과 이주 능력을 갖추는 데에는 일련의 분자적 연쇄반응이 관여한다. 이 유전자 조절 네트워크를 아래와 같이 네 가지 층위로 나누어 이해할 수 있다.

### 유도 신호
외배엽이 신경계가 되도록 유도되는 과정에서 비신경 외배엽 즉 표피가 될 부분과 신경판이 될 부분이 구분된다. 신경능선이 되도록 예정화되는 것은 바로 그 경계에 놓인 세포들이다. 양 옆의 표피 외배엽 및 아래의 중배엽에서는 각종 세포 외 신호를 분비하여 이를 조절하는데, 그 예로는 윈트(Wnt), 뼈형성단백질(BMP), 섬유모세포 성장 인자(FGF) 등이 있다.
Wnt 신호가 신경능선 유도에 관여한다는 사실은 여러 생물종에서 기능획득(gain-of-function) 및 기능상실(loss-of-function) 실험을 통해 입증되었다. 이를 뒷받침하는 또다른 관찰로, 신경능선에서 특이적으로 발현하는 유전자인 Slug의 프로모터 영역에는 Wnt가 활성화하는 표적 전사인자들에 대한 결합 부위가 포함되어 있는 것으로 드러났다. 따라서 신경능선 예정화 과정에서 Wnt 신호가 직접적인 역할을 하는 것으로 보인다.
BMP 신호가 신경능선 형성에서 담당하는 역할은 오늘날 주로 신경판 유도 과정과 연관 지어 이해된다. 외배엽은 BMP 길항제를 분비하여 BMP 활성의 기울기를 만든다. BMP 활성이 약한 곳에서는 신경판이, 강한 곳에서는 표피가 만들어지며, 중간 수준 정도인 곳에서 바로 신경능선이 발달한다.
축옆중배엽에서 분비하는 FGF 역시 신경능선을 유도하는 신호 중 하나라고 제안되었다. 외배엽 이식편에서 우성음성(dominant-negative) FGF 수용체를 발현시켜 FGF 신호를 억제하면, 나중에 축옆중배엽과 다시 결합시켰을 때 신경능선 유도가 차단된다. BMP, Wnt, FGF 경로가 신경능선 예정화 유전자 발현에 미치는 역할이 정확히 무엇인지는 아직 알려지지 않았다.

### 신경판 경계 예정화 인자
신경판을 획정하는 신호 전달 사건들은 '신경판 경계 예정화 인자(neural plate border specifier)'라고 부르는 여러 전사인자의 발현을 촉진한다. 그 예로는 Zic 인자들, Pax3/7, Dlx5, Msx1/2 등이 있는데, 이들이 Wnt, BMP, FGF 등 신호의 영향을 매개할 수 있을 것으로 보인다. 이들 유전자는 참된 신경능선 표지자보다 앞서 신경판의 경계에서 광범위하게 발현된다.
이들 전사인자가 신경능선 예정화 인자를 상위(upstream)에서 조절한다는 여러 실험 증거가 있다. 예컨대 발톱개구리(Xenopus)에서 Msx1은 Slug, Snail 및 FoxD3가 발현되기 위한 필요충분조건이며, 생쥐 배아에서 Pax3는 FoxD3 발현에 필수적이다.

### 신경능선 예정화 인자
신경판 경계 예정화 인자의 뒤를 잇는 것은 '신경능선 예정화 인자(neural crest specifier)'라고 부르는 유전자 무리이다. 막 생겨나는 신경능선 세포에서 활성화되는 유전자들로, Slug/Snail, FoxD3, Sox10, Sox9, AP-2 및 c-Myc 등이 그 예이다. 발톱개구리의 경우, 신경능선 예정화 인자 가운데 하나라도 있으면 나머지도 모두 발현되고, 하나라도 없으면 나머지도 발현되지 못한다. 모두가 서로의 발현에 대한 필요충분조건인 셈이다. 신경능선 예정화 인자들 사이의 상호 조절이 매우 밀접하게 일어난다는 증거이다.

### 신경능선 효과인자
신경능선 예정화 인자들은 이윽고 효과인자 유전자를 발현시켜 이주 능력, 다분화능과 같은 특성을 이끌어낸다. 신경능선 효과인자 중에는 Rho GTP 효소와 카드헤린이 있어, 세포 모양 및 접착을 조절함으로써 층분리에 관여한다. Sox9와 Sox10은 Mitf, P0, Cx32, Trp, Kit 등 각종 세포 유형에 특이적인 효과인자를 활성화함으로써 신경능선의 분화를 조절한다.

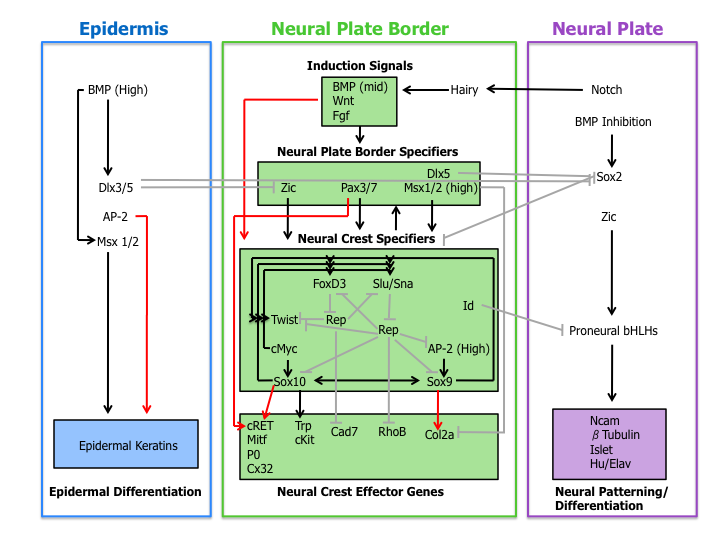
척추동물 신경판 경계에서 기능하는 신경능선 유전자 조절 네트워크로 제안된 모형. Meulemans and Bronner-Fraser (2004)의 논문에에서 따온 것이다. 붉은 화살표는 직접 증명된 조절 관계를, 검은 화살표는 기능획득·기능상실 연구를 통해 추론한 상호작용을 나타낸다. 한편 회색 선은 억제 관계를 나타낸다.

## 이주

신경능선 세포의 층분리 과정. 세포 접착 분자 및 밀착연접 단백이 억제됨에 따라 기질금속단백분해효소가 분비되고 층분리가 일어난다.

등쪽 신경관이 닫히는 것에서부터 이어지는 일련의 사건이 치밀하게 맞물려 신경능선 세포의 이주를 유도한다.

### 층분리
신경능선 세포가 이주를 시작하려면 먼저 층분리라는 과정을 거쳐야 하는데, 그러려면 상피의 특징을 잃고 중간엽의 특징을 얻는 상피-중간엽 이행(EMT)이 (완전히, 혹은 부분적으로나마) 일어나야 한다. 닭 배아의 경우 BMP/Wnt 연쇄반응으로 SNAI2, FOXD3 등 전사인자가 활성화되어 EMT를 촉진함으로써 층분리가 유도된다. 층분리 시점은 종마다 다르다. 예를 들어 아프리카발톱개구리(Xenopus laevis) 배아에서는 신경판이 아직 완전히 융합되지 않았을 때 층분리가 대규모로 일어나는 반면, 닭 배아에서는 신경주름이 서로 만나는 동안 층분리가 일어난다.
신경능선이 될 세포들은 층분리가 일어나기 전까지 오클루딘 등 밀착연접 단백질과 NCAM, N-카드헤린 등 세포 접착 분자를 통해 이웃 세포와 단단히 밀착하여 있다. 이때 등쪽에서부터 BMP가 분비되어 아연 집게 전사인자인 snail, slug, twist을 발현시키는데, 이들은 오클루딘, N-카드헤린 등의 발현을 줄이고 폴리시알산 잔기가 있는 NCAM의 변형을 촉진하여 접착력을 약화함으로써 상피-중간엽 이행을 유도하는 데에 직접적인 역할을 한다. 신경능선 세포는 ADAM10 등 카드헤린을 분해하는 단백질분해효소를 발현하기 시작하고, 장차 이동 중에 세포외기질에서 맞닥뜨리게 될 콜라겐, 피브로넥틴, 라미닌 등 단백과 결합할 수 있는 인테그린을 발현하기 시작한다. 신경능선 세포는 또한 기질금속단백분해효소(MMP)를 분비하여 신경관의 바닥막을 분해하는데, 바닥막을 가로질러 넘어갈 수 있게 되면 비로소 신경능선 세포들은 배아 곳곳으로 이주할 수 있다.

### 이주

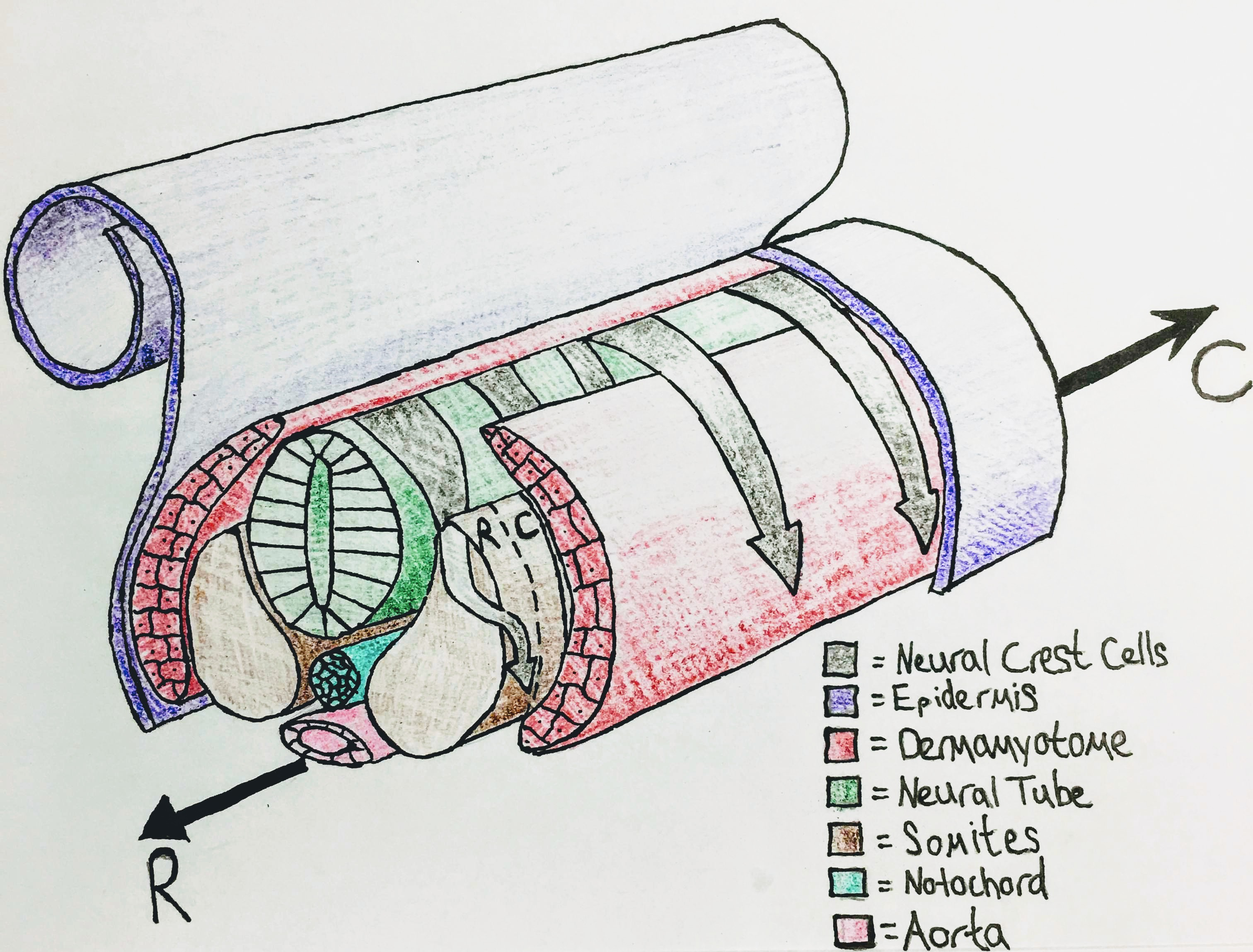
발생 중 신경능선 세포의 이동 경로를 회색 화살표로 나타내었다. (R: 머리쪽, C: 꼬리쪽)

신경능선 세포의 이주는 머리쪽에서 먼저 시작하고 꼬리쪽에서 나중에 일어난다. 방사형 아교 세포 등 신경 지지대 없이도 일어나므로 “자유 이동(free migration)“이라고 말한다. 신경능선 세포는 전구 세포를 지지대 삼아 이동하는 것이 아니라, EphB/EphrinB 및 세마포린/뉴로필린 신호를 통한 반발성 안내(repulsive guidance) 작용, 세포외기질과의 상호작용, 그리고 서로 간의 접촉억제를 매개로 이동한다. 막 생겨난 신경능선 세포는 티로신 인산화효소 수용체 EphB를 발현한다. 그 리간드는 EphrinB라는 막관통 단백으로, 각 몸 분절의 꼬리쪽 절반에서 발현된다. 에프린과 Eph는 다른 수용체-리간드 쌍과 달리 양방향으로 신호 전달이 가능한 것이 특징이지만, 신경능선 세포의 반발을 매개하는 신호 전달은 주로 정방향 즉 리간드에서 수용체 방향으로 일어난다. 정방향 신호 전달은 신경능선 세포에서 수용체 티로신 인산화, rho GTP 효소 활성화, 세포골격 재배열을 차례로 일으켜 결국 세포끼리 서로 밀어내게끔 한다. 이로써 신경능선 세포들은 각 체절의 꼬리쪽에서 밀려나 머리쪽을 지나게 된다.
신경능선 세포가 체절의 머리쪽 절반을 통과하도록 안내하는 데에는 에프린 신호와 더불어 세마포린-뉴로필린 반발 신호도 기여한다. 닭 배아의 머리 부위에서는 세마포린이 작용하여 인두굽이를 지나도록 안내한다. 반발성 신호 전달 이외에도 신경능선 세포는 β1과 α4 인테그린을 발현하여 이동 중에 세포외기질의 콜라겐, 라미닌, 피브로넥틴과 상호작용한다. 또한 신경능선 세포는 중배엽처럼 기원이 다른 조직으로는 자유롭게 침투하여 들어가는 반면 서로 간에는 접촉억제가 일어난다.
체절의 머리쪽 절반을 통해 이주하는 신경능선 세포는 말초 신경계의 감각 신경세포와 교감 신경세포로 분화한다. 한편 신경능선 세포가 이주하는 다른 주요 경로는 표피와 피부분절 사이, 즉 등쪽가쪽이주로(dorsolateral migration pathway)이다. 이 경로를 따라 이주하는 세포는 진피의 멜라닌세포로 분화한다. 이후로 신경능선 세포들은 저마다 다른 시기에 다른 위치를 지나므로, BMP, Wnt, FGF, Notch 등 형태원에도 다르게 노출된다. 이에 따라 결국 어떤 세포 유형으로 예정화·분화하는지가 영향을 받는다.

## 임상적 의의
신경능선병은 배아 발생 중 신경능선 세포가 비정상적으로 예정화·이주·분화하거나 혹은 사멸하는 경우에 일어난다. 다양한 신생아 선천 기형이 이 질병 무리에 속한다. 신경능선 형성에 영향을 미치는 유전적 결함이나 기형유발물질이 병인이 될 수 있다.

### 바덴부르크 증후군
바덴부르크 증후군은 신경능선 세포가 올바로 이주하지 못해서 나타나는 신경능선병으로, 얼룩백색증과 선천성 난청이 주된 특징이다. 얼룩백색증은 신경능선 세포가 피부로 이주하여 멜라닌세포로 분화하지 못해 희게 보이기 때문에 나타난다. 바덴부르크 증후군은 유전적·생리적 특징이 서로 다른 4가지 유형으로 나뉜다. I형과 II형은 환자 가족에게 양안격리증이 있는지 여부로 구별한다. III형은 상지 이상을 동반한다. IV형은 바덴부르크 증후군과 선천거대큰창자증을 둘 다 나타내는 경우로 바덴부르크-샤 증후군이라고도 부른다. I형과 III형은 상염색체 우성, II형과 IV형은 상염색체 열성 유전이다. 바덴부르크 증후군은 드물어서 미국에서는 발병률이 10만 명당 2명 정도이고, 인종·성별에 따른 차이는 없다. 현재는 치료법이 없다.

### 선천거대큰창자증
신경능선 세포의 발생·이주에 문제가 생겨서 나타나는 또다른 질병으로는 선천거대큰창자증이 있다. 정상 발생 과정에서는 신경능선 세포가 창자로 이주하여 근육층신경얼기를 이루는데, 그러지 못해서 창자 부위의 신경 분포가 부족해짐에 따라 다양한 생리적 이상이 나타나는 병이다. 그 예로는 큰창자가 비대해지는 거대큰창자증이나 창자막힘증, 성장이 느려지는 것 등이 있다.
신경능선 세포가 장으로 올바로 이주하도록 데에 필요한 유전자로는 RET, GDNF, GFRα, EDN3, EDNRB 등이 알려져 있다. 티로신 인산화효소 수용체인 RET는 GDNF, GFRα와 복합체를 이룬다. EDN3와 EDNRB 역시 같은 신호 경로에 포함된다. 생쥐에서 이 경로를 교란하면 창자신경절이 생겨나지 못한다.

### 태아 알코올 스펙트럼 장애
산전 알코올 노출(prenatal alcohol exposure, PAE)은 선천 결함을 일으키는 흔한 원인다. 얼마나 노출되었는지, 얼마나 심각한 이상이 생겼는지에 따라 다양한 장애로 진단될 수 있으므로 포괄하여 태아 알코올 스펙트럼 장애(FASD)라고 부른다. 심각한 FASD에서는 눈꺼풀틈새가 짧고 윗입술이 길쭉하며 인중이 매끈한 것이 특징인 두개안면기형이 나타난다. 신경능선 이주가 지장을 받았다는 방증이다. 
에탄올은 난잡하게(promiscuous) 결합하기 때문에 정확히 어떤 기제로 이러한 이상이 발생하는지는 아직 분명하지 않다. 신경능선 세포를 배양하여 관찰하거나 제프라피쉬 배아를 이용하여 생체내 실험으로 확인하였을 때, 알코올에 노출되면 신경능선 세포 중 이주하는 세포의 수도 줄고 이주 거리도 짧아진다. PAE가 IP3를 매개로 세포 내 저장 칼슘을 방출시켜 세포질 칼슘 농도가 증가함에 따라 세포자살이 촉진되는 것이 한 가지 기제일 수 있다고 추정된다. 산화 스트레스 때문에 세포가 많이 죽는 것이라는 주장도 있다. 그럼에도 에탄올이 신경능선 발생에 미치는 영향이 무엇인지는 아직 상세하게 밝혀지지 않았다. 예컨대 신경능선 세포 중에서도 종류에 따라 PAE에 영향을 많이 받는 것과 덜 받는 것이 있는 것으로 보인다. PAE에서 두개안면기형은 흔한 반면 멜라닌세포는 대체로 정상이기 때문이다.

### 디조지 증후군
디조지 증후군은 사람 22번 염색체의 작은 부분이 결실 또는 전좌되어 나타나는 병이다. 디조지 증후군에서 관찰되는 결함 중 일부는 인두굽이 계통과 관련이 있는데, 머리쪽을 지나는 신경능선 세포들이 여기에 기여한다. 염색체 이상으로 말미암아 머리쪽 신경능선 세포의 이주·발달에 문제가 생긴 것으로 여겨진다.

### 트리처 콜린스 증후군
트리처 콜린스 증후군(TCS)은 발생 초기에 첫째·둘째 인두굽이가 올바로 발달하지 못해 얼굴 중간 부위와 아래쪽에 이상이 생기는 병이다. TCS를 일으키는 대표적인 변이는 TCOF1 유전자의 과오돌연변이로, 신경능선 세포의 세포자살을 유도한다.

## 진화
척추동물을 다른 척삭동물과 구별하는 구조 가운데는 신경능선에서 유래한 것이 더러 있다. 이를 근거로 척추동물의 고유한 특징인 감각 신경절·머리뼈 등이 신경능선으로 말미암아 생겨났다는 이른바 "새 머리 가설(new head hypothesis)"이 제안되기도 했다. 이러한 특징이 나타났기에 척추동물이 포식자가 될 수 있었으므로 척추동물 진화의 전환점이라고 할 만하다는 것이다.
다만 신경능선이 척추동물에서 비로소 나타났다고 해서 아주 없던 것이 생겨났다는 뜻은 아니다. 진화에서 새로운 구조는 이미 있는 발생 조절 프로그램을 고쳐서 만들어지곤 한다. 조절 프로그램에 상위 조절 인자를 끌어오거나 하위 표적 유전자를 모집함으로써 이미 있던 네트워크를 새로운 맥락에 가져다놓는 식이다. 여러 비교생물학 연구가 이를 뒷받침한다. 예컨대 원시 척삭동물에서도 신경판 경계 예정화 유전자가 보존되어 있다는 사실이 제자리부합법으로 확인된 바 있다. 이는 신경능선을 만드는 유전자 조절 네트워크의 일부가 척삭동물의 공통조상에 이미 있었음을 시사한다. 또한 척추동물이 아닌 척삭동물에게도 신경능선과 유사한 세포 계통이 있는데, 피낭동물에서 멜라닌세포와 비슷한 세포가 발견된 것이 그 사례이다. 척추동물과 피낭동물의 공통조상에 원시적인 신경능선이 존재했다는 뜻이다.